# Marquesado de Fuente Santa
El marquesado de Fuente Santa es un título nobiliario español creado por el rey Fernando VII en favor de Mateo Antonio Vaca y Lira, regidor perpetuo de Villafranca, mediante real decreto del 14 de marzo de 1818 y despacho expedido el 11 de septiembre del mismo año, con el vizcondado previo de Varales.

## Marqueses de Fuente Santa
|                           | Titular                                   | Periodo                   |
| Creación por Fernando VII | Creación por Fernando VII                 | Creación por Fernando VII |
| ------------------------- | ----------------------------------------- | ------------------------- |
| I                         | Mateo Antonio Vaca y Lira                 | 1818-1835                 |
| II                        | Rodrigo Vaca y Brito                      | 1860-1873                 |
| III                       | Mateo Vaca y Laguna                       | 1875-1898                 |
| IV                        | Rodrigo Cabeza de Vaca y Sánchez Arjona   | 1899-1912                 |
| V                         | Mateo María Cabeza de Vaca y Ruiz Soldado | 1913-1967                 |
| VI                        | María Cristina Cabeza de Vaca y Garret    | 1967-¿?                   |
| VII                       | Álvaro Castro Cabeza de Vaca              | 1981-hoy                  |

## Historia de los marqueses de Fuente Santa
- Mateo Antonio Vaca y Lira (Villafranca, 4 de agosto de 1762-17 de agosto de 1835), I marqués de Fuente Santa, regidor perpetuo de Villafranca, su alcalde ordinario, síndico general y procurador por el estado noble.[1]

Casó el 15 de marzo de 1801, en Ribera, con María Concepción Brito y Boza de Chaves (1788-1851), hija de Rodrigo Brito y Micaela Boza de Chaves. El 17 de abril de 1860 le sucedió su hijo:
- Rodrigo Vaca y Brito (Villafranca, 8 de noviembre de 1807-19 de octubre de 1873), II marqués de Fuente Santa, caballero de la Real Maestranza de Ronda, patrono de los monasterios de Ribera del Fresno, Villafranca, la Merced de Llerena y las obras pías de Pedro y Mateo García Merchán.[3]

Casó el 13 de diciembre de 1825, en Badajoz, con María Dolores Pérez de la Laguna y Aguirre Solarte (1809-1875), hija de José Pérez de la Laguna y Calderón de la Barca —capitán de navío— y su esposa Casimira de Aguirre Solarte y Lajarrota. El 13 de marzo de 1875 le sucedió su hijo:
- Mateo Vaca y Laguna (Badajoz, 21 de octubre de 1826-Villafranca, 28 de marzo de 1898), III marqués de Fuente Santa, senador vitalicio del reino, caballero Gran Cruz de la Orden de Isabel la Católica (1850), maestrante de Ronda (1865) y alcalde de Badajoz.[4]

Casó el 17 de noviembre de 1852, en Villafranca, con su prima Josefa Sánchez de Arjona y Cabeza de Vaca (1834-1889), hija de José Sánchez Arjona y Boza y su esposa Francisca Vaca y Montero de Espinosa. El 21 de febrero de 1899 le sucedió su hijo:
- Rodrigo Cabeza de Vaca y Sánchez Arjona (Villafranca, 4 de octubre de 1853-Málaga, 10 de enero de 1912), IV marqués de Fuente Santa, coronel de artillería, maestrante de Ronda.[5]

Casó el 26 de mayo de 1887, en Málaga, con Matilde Ruiz Soldado y Álvarez (1865-1919), hija de Agustín Ruiz Soldado y Gómez de Molina —IX marqués de Valdecañas— y su esposa Matilde Álvarez Moya. El 28 de junio de 1913 le sucedió su hijo:
- Mateo María Cabeza de Vaca y Ruiz Soldado (Málaga, 9 de diciembre de 1889-6 de septiembre de 1968), V marqués de Fuente Santa, VIII marqués de Valdecañas, maestrante de Ronda.[6]

Casó en primeras nupcias el 5 de febrero de 1913, en Málaga, con Matilde Garret y Souto, hija de Adolfo Garret Hestaut y su esposa Matilde Souto Sigaud, y en segundas nupcias con Carmen Tudela y Tudela. El 16 de junio de 1967, previa orden del 8 de febrero de 1966 para que se expida la correspondiente carta de sucesión (BOE del día 16), le sucedió, por distribución, su hija del primer matrimonio:
- María Cristina Cabeza de Vaca y Garret (n. Málaga, 26 de septiembre de 1916), VI marquesa de Fuente Santa.[6]

Casó el 21 de agosto de 1935, en Málaga, con el ingeniero industrial Manuel de Castro y Pan (m. 1992). El 8 de enero de 1981, previa orden del 18 de enero de 1979 para que se expida la correspondiente carta de sucesión (BOE del 20 de febrero), le sucedió, por cesión, su hijo:
- Álvaro Castro Cabeza de Vaca (n. Buenos Aires, 5 de julio de 1936),  VII marqués de Fuente Santa.[9]

Casó el 29 de julio de 1967, en Brisbane (Australia), con Lee Beveridge Anning (n. 1945).